# Daniel García (cuiner)
|  | Per a l'article sobre el futbolista, vegeu Daniel Garcia Lara |

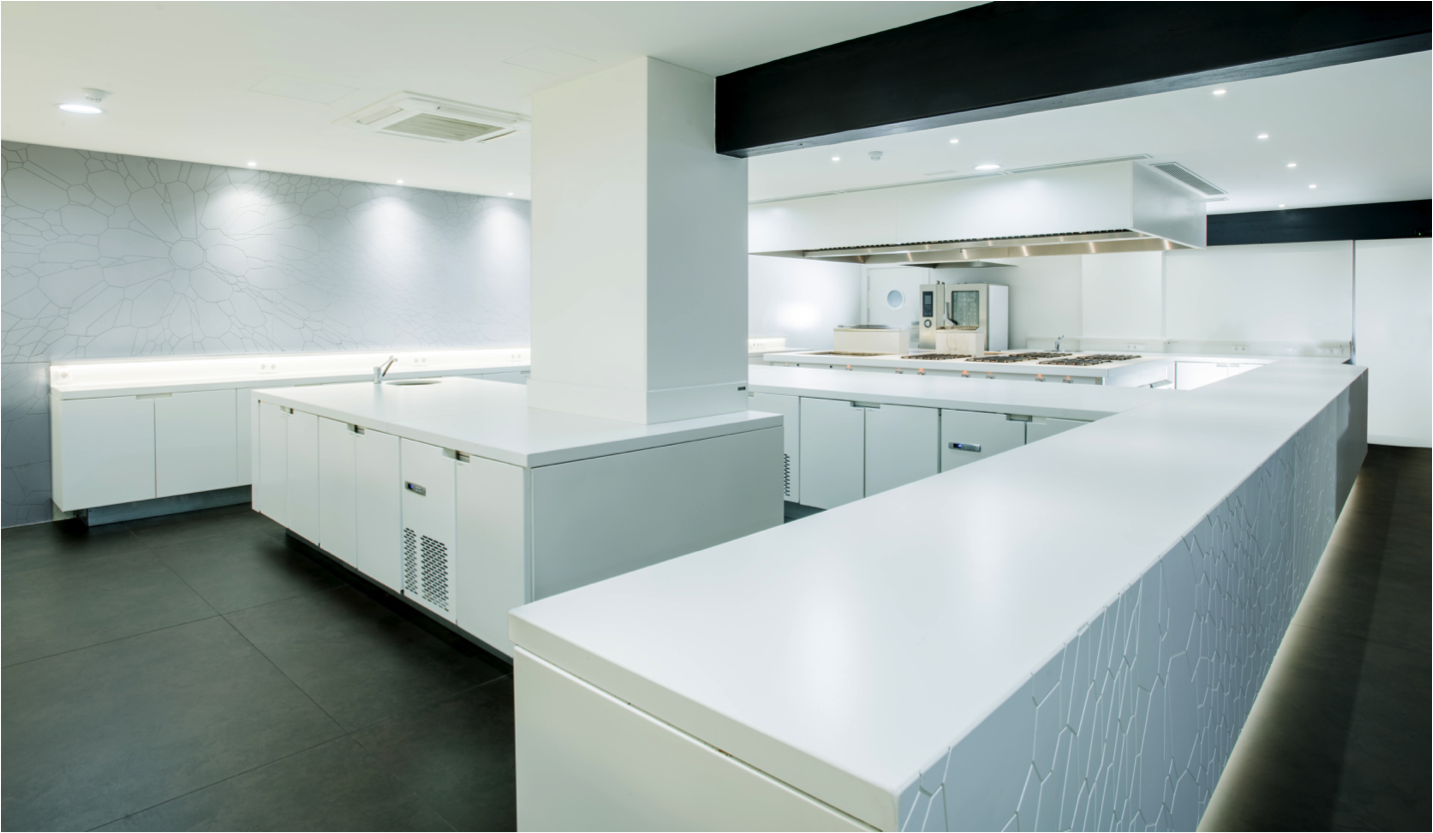
Imatge de la cuina del restaurant de Dani García.

Daniel García és un cuiner andalús, xef del restaurant Zortziko amb una estrella de la Guia Michelin des de 1993, que ha treballat a El Bulli amb Ferran Adrià.
A l'edat de catorze anys començà a treballar a l'Hotel Carlton de Bilbao per a aprendre l'ofici. Als vint, dirigeix el restaurant familiar Kioba. El 1981 va inaugurar el seu propi restaurant, Zortziko, que va canviar de local el 1989.